# 科丘別伊夫卡 (新桑扎里區)
科丘別伊夫卡（烏克蘭語：Кочубеївка）是位於烏克蘭中部波爾塔瓦州裏波爾塔瓦區的村莊，分別距離多夫加普斯托什2公里和蘇哈馬亞奇卡3公里。